# Grand Prix de Patinação Artística no Gelo de 2012–13

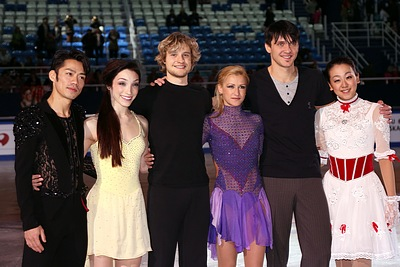
Medalhistas de ouro da competição

O Grand Prix de Patinação Artística no Gelo de 2012–13 foi a décima oitava temporada do Grand Prix ISU, uma série de competições de patinação artística no gelo disputada na temporada 2012–13. São distribuídas medalhas em quatro disciplinas, individual masculino e individual feminino, duplas e dança no gelo. Os patinadores ganham pontos com base na sua posição em cada evento e os seis primeiros de cada disciplina são qualificados para competir na final do Grand Prix, realizada em Sóchi, Rússia.
A competição é organizada pela União Internacional de Patinação (em inglês:  International Skating Union), a série Grand Prix começou em 19 de outubro e continuaram até 9 dezembro de 2012.

## Calendário
A ISU anunciou o seguinte calendário de eventos que ocorreram no outono de 2012:
| #     | Evento                             | Localização              | Data              |
| ----- | ---------------------------------- | ------------------------ | ----------------- |
| 1     | Skate America de 2012              | Kent, WA, Estados Unidos | 19–21 de outubro  |
| 2     | Skate Canada International de 2012 | Windsor, ON, Canadá      | 26–28 de outubro  |
| 3     | Cup of China de 2012               | Xangai, China            | 2–4 de novembro   |
| 4     | Rostelecom Cup de 2012             | Moscou, Rússia           | 9–11 de novembro  |
| 5     | Trophée Éric Bompard de 2012       | Paris, França            | 16–18 de novembro |
| 6     | NHK Trophy de 2012                 | Sendai, Japão            | 23–25 de novembro |
| Final | Final do Grand Prix de 2012–13     | Sóchi, Rússia            | 6–9 de dezembro   |

## Medalhistas

### Skate America
| Evento                        | Ouro                                         | Prata                                        | Bronze                                         | Ref   |
| Individual masculino detalhes | Takahiko Kozuka · Japão                      | Yuzuru Hanyu · Japão                         | Tatsuki Machida · Japão                        | [ 1 ] |
| Individual feminino detalhes  | Ashley Wagner · Estados Unidos               | Christina Gao · Estados Unidos               | Adelina Sotnikova · Rússia                     | [ 2 ] |
| Duplas detalhes               | Tatiana Volosozhar · Maxim Trankov · Rússia  | Pang Qing · Tong Jian · China                | Caydee Denney · John Coughlin · Estados Unidos | [ 3 ] |
| Dança no gelo detalhes        | Meryl Davis · Charlie White · Estados Unidos | Ekaterina Bobrova · Dmitri Soloviev · Rússia | Kaitlyn Weaver · Andrew Poje · Canadá          | [ 4 ] |

### Skate Canada International
| Evento                        | Ouro                                         | Prata                                   | Bronze                                        | Ref   |
| Individual masculino detalhes | Javier Fernández · Espanha                   | Patrick Chan · Canadá                   | Nobunari Oda · Japão                          | [ 5 ] |
| Individual feminino detalhes  | Kaetlyn Osmond · Canadá                      | Akiko Suzuki · Japão                    | Kanako Murakami · Japão                       | [ 6 ] |
| Duplas detalhes               | Aliona Savchenko · Robin Szolkowy · Alemanha | Meagan Duhamel · Eric Radford · Canadá  | Stefania Berton · Ondřej Hotárek · Itália     | [ 7 ] |
| Dança no gelo detalhes        | Tessa Virtue · Scott Moir · Canadá           | Anna Cappellini · Luca Lanotte · Itália | Ekaterina Riazanova · Ilia Tkachenko · Rússia | [ 8 ] |

### Cup of China
| Evento                        | Ouro                                        | Prata                                        | Bronze                                  | Ref    |
| Individual masculino detalhes | Tatsuki Machida · Japão                     | Daisuke Takahashi · Japão                    | Sergei Voronov · Rússia                 | [ 9 ]  |
| Individual feminino detalhes  | Mao Asada · Japão                           | Julia Lipnitskaia · Rússia                   | Kiira Korpi · Finlândia                 | [ 10 ] |
| Duplas detalhes               | Pang Qing · Tong Jian · China               | Yuko Kavaguti · Alexander Smirnov · Rússia   | Ksenia Stolbova · Fedor Klimov · Rússia | [ 11 ] |
| Dança no gelo detalhes        | Nathalie Péchalat · Fabian Bourzat · França | Ekaterina Bobrova · Dmitri Soloviev · Rússia | Kaitlyn Weaver · Andrew Poje · Canadá   | [ 12 ] |

### Rostelecom Cup
| Evento                        | Ouro                                        | Prata                                      | Bronze                                          | Ref    |
| Individual masculino detalhes | Patrick Chan · Canadá                       | Takahiko Kozuka · Japão                    | Michal Březina · República Tcheca               | [ 13 ] |
| Individual feminino detalhes  | Kiira Korpi · Finlândia                     | Gracie Gold · Estados Unidos               | Agnes Zawadzki · Estados Unidos                 | [ 14 ] |
| Duplas detalhes               | Tatiana Volosozhar · Maxim Trankov · Rússia | Vera Bazarova · Yuri Larionov · Rússia     | Caydee Denney · John Coughlin · Estados Unidos  | [ 15 ] |
| Dança no gelo detalhes        | Tessa Virtue · Scott Moir · Canadá          | Elena Ilinykh · Nikita Katsalapov · Rússia | Victoria Sinitsina · Ruslan Zhiganshin · Rússia | [ 16 ] |

### Trophée Éric Bompard
| Evento                        | Ouro                                        | Prata                                   | Bronze                                        | Ref    |
| Individual masculino detalhes | Takahito Mura · Japão                       | Jeremy Abbott · Estados Unidos          | Florent Amodio · França                       | [ 17 ] |
| Individual feminino detalhes  | Ashley Wagner · Estados Unidos              | Elizaveta Tuktamysheva · Rússia         | Julia Lipnitskaia · Rússia                    | [ 18 ] |
| Duplas detalhes               | Yuko Kavaguti · Alexander Smirnov · Rússia  | Meagan Duhamel · Eric Radford · Canadá  | Stefania Berton · Ondřej Hotárek · Itália     | [ 19 ] |
| Dança no gelo detalhes        | Nathalie Péchalat · Fabian Bourzat · França | Anna Cappellini · Luca Lanotte · Itália | Ekaterina Riazanova · Ilia Tkachenko · Rússia | [ 20 ] |

### NHK Trophy
| Evento                        | Ouro                                         | Prata                                            | Bronze                                            | Ref    |
| Individual masculino detalhes | Yuzuru Hanyu · Japão                         | Daisuke Takahashi · Japão                        | Ross Miner · Estados Unidos                       | [ 21 ] |
| Individual feminino detalhes  | Mao Asada · Japão                            | Akiko Suzuki · Japão                             | Mirai Nagasu · Estados Unidos                     | [ 22 ] |
| Duplas detalhes               | Vera Bazarova · Yuri Larionov · Rússia       | Kirsten Moore-Towers · Dylan Moscovitch · Canadá | Marissa Castelli · Simon Shnapir · Estados Unidos | [ 23 ] |
| Dança no gelo detalhes        | Meryl Davis · Charlie White · Estados Unidos | Elena Ilinykh · Nikita Katsalapov · Rússia       | Maia Shibutani · Alex Shibutani · Estados Unidos  | [ 24 ] |

### Final do Grand Prix
| Evento                        | Ouro                                         | Prata                                  | Bronze                                      | Ref    |
| Individual masculino detalhes | Daisuke Takahashi · Japão                    | Yuzuru Hanyu · Japão                   | Patrick Chan · Canadá                       | [ 25 ] |
| Individual feminino detalhes  | Mao Asada · Japão                            | Ashley Wagner · Estados Unidos         | Akiko Suzuki · Japão                        | [ 26 ] |
| Duplas detalhes               | Tatiana Volosozhar · Maxim Trankov · Rússia  | Vera Bazarova · Yuri Larionov · Rússia | Pang Qing · Tong Jian · China               | [ 27 ] |
| Dança no gelo detalhes        | Meryl Davis · Charlie White · Estados Unidos | Tessa Virtue · Scott Moir · Canadá     | Nathalie Péchalat · Fabian Bourzat · França | [ 28 ] |

## Qualificação
|  | Patinadores qualificados para a Final do Grand Prix |
|  | Substitutos                                         |

### Individual masculino
| Classificação | Classificação       | Classificação    | Classificação | Classificação | Classificação | Classificação | Classificação | Classificação | Classificação |
| Pos.          | Nome                | Nacionalidade    | USA           | CAN           | CHN           | RUS           | FRA           | JPN           | Total         |
| ------------- | ------------------- | ---------------- | ------------- | ------------- | ------------- | ------------- | ------------- | ------------- | ------------- |
| 1             | Patrick Chan        | Canadá           | –             | 13            | –             | 15            | –             | –             | 28            |
| 2             | Yuzuru Hanyu        | Japão            | 13            | –             | –             | –             | –             | 15            | 28            |
| 3             | Takahiko Kozuka     | Japão            | 15            | –             | –             | 13            | –             | –             | 28            |
| 4             | Tatsuki Machida     | Japão            | 11            | –             | 15            | –             | –             | –             | 26            |
| 5             | Daisuke Takahashi   | Japão            | –             | –             | 13            | –             | –             | 13            | 26            |
| 6             | Javier Fernández    | Espanha          | –             | 15            | –             | –             | –             | 9             | 24            |
| 7             | Jeremy Abbott       | Estados Unidos   | 7             | –             | –             | –             | 13            | –             | 20            |
| 8             | Florent Amodio      | França           | –             | 9             | –             | –             | 11            | –             | 20            |
| 9             | Takahito Mura       | Japão            | –             | 3             | –             | –             | 15            | –             | 18            |
| 10            | Nobunari Oda        | Japão            | –             | 11            | –             | 7             | –             | –             | 18            |
| 11            | Ross Miner          | Estados Unidos   | –             | 7             | –             | –             | –             | 11            | 18            |
| 12            | Konstantin Menshov  | Rússia           | 9             | –             | –             | 9             | –             | –             | 18            |
| 13            | Michal Březina      | República Tcheca | 5             | –             | –             | 11            | –             | –             | 16            |
| 14            | Sergei Voronov      | Rússia           | –             | –             | 11            | –             | –             | 4             | 15            |
| 15            | Adam Rippon         | Estados Unidos   | –             | –             | 9             | –             | –             | 3             | 12            |
| 16            | Richard Dornbush    | Estados Unidos   | –             | –             | –             | 5             | –             | 7             | 12            |
| 17            | Kevin Reynolds      | Canadá           | –             | –             | 7             | –             | –             | 5             | 12            |
| 18            | Brian Joubert       | França           | –             | –             | 0             | –             | 9             | –             | 9             |
| 19            | Guan Jinlin         | China            | –             | –             | 4             | –             | 5             | –             | 9             |
| 20            | Song Nan            | China            | –             | –             | 0             | –             | 7             | –             | 7             |
| 21            | Tomas Verner        | República Tcheca | 3             | –             | –             | –             | 3             | –             | 6             |
| 22            | Denis Ten           | Cazaquistão      | –             | 5             | –             | 0             | –             | –             | 5             |
| 23            | Wang Yi             | China            | –             | –             | 5             | –             | –             | –             | 5             |
| 24            | Artur Gachinski     | Rússia           | –             | 0             | –             | 4             | –             | –             | 4             |
| 25            | Armin Mahbanoozadeh | Estados Unidos   | 4             | –             | –             | –             | –             | –             | 4             |
| 26            | Elladj Baldé        | Canadá           | –             | 4             | –             | –             | –             | –             | 4             |
| 27            | Chafik Besseghier   | França           | –             | –             | –             | –             | 4             | –             | 4             |
| 28            | Zhan Bush           | Rússia           | –             | –             | –             | 3             | –             | –             | 3             |
| 29            | Douglas Razzano     | Estados Unidos   | 0             | –             | –             | –             | –             | –             | 0             |
| 30            | Andrei Rogozine     | Canadá           | –             | –             | –             | –             | –             | 0             | 0             |
| 31            | Alexander Majorov   | Suécia           | 0             | –             | –             | –             | –             | –             | 0             |
| 32            | Liam Firus          | Canadá           | –             | 0             | –             | –             | –             | –             | 0             |
| 33            | Jorik Hendrickx     | Bélgica          | –             | –             | –             | –             | 0             | –             | 0             |
| 33            | Daisuke Murakami    | Japão            | –             | –             | –             | –             | –             | 0             | 0             |
| 33            | Johnny Weir         | Estados Unidos   | –             | –             | –             | 0             | –             | –             | 0             |

### Individual feminino
| Classificação | Classificação          | Classificação  | Classificação | Classificação | Classificação | Classificação | Classificação | Classificação | Classificação |
| Pos.          | Nome                   | Nacionalidade  | USA           | CAN           | CHN           | RUS           | FRA           | JPN           | Total         |
| ------------- | ---------------------- | -------------- | ------------- | ------------- | ------------- | ------------- | ------------- | ------------- | ------------- |
| 1             | Ashley Wagner          | Estados Unidos | 15            | –             | –             | –             | 15            | –             | 30            |
| 2             | Mao Asada              | Japão          | –             | –             | 15            | –             | –             | 15            | 30            |
| 3             | Kiira Korpi            | Finlândia      | –             | –             | 11            | 15            | –             | –             | 26            |
| 4             | Akiko Suzuki           | Japão          | –             | 13            | –             | –             | –             | 13            | 26            |
| 5             | Julia Lipnitskaia      | Rússia         | –             | –             | 13            | –             | 11            | –             | 24            |
| 6             | Elizaveta Tuktamysheva | Rússia         | –             | 9             | –             | –             | 13            | –             | 22            |
| 7             | Christina Gao          | Estados Unidos | 13            | –             | –             | –             | 9             | –             | 22            |
| 8             | Mirai Nagasu           | Estados Unidos | –             | –             | 9             | –             | –             | 11            | 20            |
| 9             | Kanako Murakami        | Japão          | –             | 11            | –             | 9             | –             | –             | 20            |
| 10            | Agnes Zawadzki         | Estados Unidos | –             | –             | –             | 11            | –             | 7             | 18            |
| 11            | Adelina Sotnikova      | Rússia         | 11            | –             | –             | 7             | –             | –             | 18            |
| 12            | Gracie Gold            | Estados Unidos | –             | 4             | –             | 13            | –             | –             | 17            |
| 13            | Li Zijun               | China          | –             | –             | 7             | –             | –             | 9             | 16            |
| 14            | Kaetlyn Osmond         | Canadá         | –             | 15            | –             | –             | –             | –             | 15            |
| 15            | Elene Gedevanishvili   | Geórgia        | –             | 7             | –             | –             | –             | 5             | 12            |
| 16            | Maé Bérénice Méité     | França         | 5             | –             | –             | –             | 7             | –             | 12            |
| 17            | Haruka Imai            | Japão          | 7             | –             | –             | –             | –             | 3             | 10            |
| 18            | Valentina Marchei      | Itália         | 9             | –             | –             | 0             | –             | –             | 9             |
| 19            | Alena Leonova          | Rússia         | 4             | –             | –             | 5             | –             | –             | 9             |
| 20            | Ksenia Makarova        | Rússia         | –             | 5             | –             | –             | –             | 4             | 9             |
| 21            | Polina Korobeynikova   | Rússia         | –             | –             | –             | 4             | 5             | –             | 9             |
| 22            | Amelie Lacoste         | Canadá         | –             | 3             | 5             | –             | –             | –             | 8             |
| 23            | Viktoria Helgesson     | Suécia         | 3             | –             | –             | 3             | –             | –             | 6             |
| 24            | Joshi Helgesson        | Suécia         | –             | –             | 4             | –             | 0             | –             | 4             |
| 25            | Jelena Glebova         | Estônia        | –             | –             | –             | –             | 4             | –             | 4             |
| 26            | Jenna Mccorkell        | Reino Unido    | –             | –             | –             | –             | 3             | –             | 3             |
| 27            | Zhang Ying             | China          | –             | –             | 3             | –             | –             | –             | 3             |
| 28            | Caroline Zhang         | Estados Unidos | –             | 0             | –             | 0             | –             | –             | 0             |
| 29            | Sofia Biryukova        | Rússia         | –             | –             | 0             | –             | –             | 0             | 0             |
| 30            | Rachael Flatt          | Estados Unidos | 0             | –             | –             | –             | –             | –             | 0             |
| 31            | Sarah Hecken           | Alemanha       | 0             | –             | –             | –             | –             | –             | 0             |
| 32            | Lena Marrocco          | França         | –             | –             | –             | –             | 0             | –             | 0             |
| 33            | Polina Shelepen        | Rússia         | –             | 0             | –             | –             | –             | –             | 0             |
| 34            | Geng Bingwa            | China          | –             | –             | 0             | –             | –             | –             | 0             |

### Duplas
| Classificação | Classificação                             | Classificação  | Classificação | Classificação | Classificação | Classificação | Classificação | Classificação | Classificação |
| Pos.          | Nome                                      | Nacionalidade  | USA           | CAN           | CHN           | RUS           | FRA           | JPN           | Total         |
| ------------- | ----------------------------------------- | -------------- | ------------- | ------------- | ------------- | ------------- | ------------- | ------------- | ------------- |
| 1             | Tatiana Volosozhar / Maxim Trankov        | Rússia         | 15            | –             | –             | 15            | –             | –             | 30            |
| 2             | Vera Bazarova / Yuri Larionov             | Rússia         | –             | –             | –             | 13            | –             | 15            | 28            |
| 3             | Pang Qing / Tong Jian                     | China          | 13            | –             | 15            | –             | –             | –             | 28            |
| 4             | Yuko Kavaguti / Alexander Smirnov         | Rússia         | –             | –             | 13            | –             | 15            | –             | 28            |
| 5             | Meagan Duhamel / Eric Radford             | Canadá         | –             | 13            | –             | –             | 13            | –             | 26            |
| 6             | Kirsten Moore-Towers / Dylan Moscovitch   | Canadá         | –             | –             | 9             | –             | –             | 13            | 22            |
| 7             | Caydee Denney / John Coughlin             | Estados Unidos | 11            | –             | –             | 11            | –             | –             | 22            |
| 8             | Stefania Berton / Ondřej Hotárek          | Itália         | –             | 11            | –             | –             | 11            | –             | 22            |
| 9             | Ksenia Stolbova / Fedor Klimov            | Rússia         | –             | –             | 11            | –             | 7             | –             | 18            |
| 10            | Marissa Castelli / Simon Shnapir          | Estados Unidos | 7             | –             | –             | –             | –             | 11            | 18            |
| 11            | Paige Lawrence / Rudi Swiegers            | Canadá         | –             | 9             | –             | 9             | –             | –             | 18            |
| 12            | Peng Cheng / Zhang Hao                    | China          | –             | –             | 7             | –             | 9             | –             | 16            |
| 13            | Aliona Savchenko / Robin Szolkowy         | Alemanha       | –             | 15            | –             | –             | –             | –             | 15            |
| 14            | Vanessa James / Morgan Cipres             | França         | 9             | –             | –             | –             | 5             | –             | 14            |
| 15            | Anastasia Martiusheva / Alexei Rogonov    | Rússia         | –             | –             | –             | 7             | –             | 7             | 14            |
| 16            | Tiffany Vise / Don Baldwin                | Estados Unidos | –             | 5             | –             | 5             | –             | –             | 10            |
| 17            | Alexa Scimeca / Chris Knierim             | Estados Unidos | –             | –             | –             | –             | –             | 9             | 9             |
| 18            | Daria Popova / Bruno Massot               | França         | –             | 7             | –             | –             | 0             | –             | 7             |
| 19            | Lindsay Davis / Mark Ladwig               | Estados Unidos | –             | 0             | –             | –             | –             | 5             | 5             |
| 20            | Wang Wenting / Zhang Yan                  | China          | –             | –             | 5             | –             | –             | –             | 5             |
| 21            | Gretchen Donlan / Andrew Speroff          | Estados Unidos | 5             | –             | –             | –             | –             | –             | 5             |
| 22            | Nicole Della Monica / Matteo Guarise      | Itália         | –             | –             | –             | 0             | –             | 0             | 0             |
| 23            | Danielle Montalbano / Evgeni Krasnopolski | Israel         | 0             | –             | –             | –             | –             | –             | 0             |

### Dança no gelo
| Classificação | Classificação                                | Classificação  | Classificação | Classificação | Classificação | Classificação | Classificação | Classificação | Classificação |
| Pos.          | Nome                                         | Nacionalidade  | USA           | CAN           | CHN           | RUS           | FRA           | JPN           | Total         |
| ------------- | -------------------------------------------- | -------------- | ------------- | ------------- | ------------- | ------------- | ------------- | ------------- | ------------- |
| 1             | Meryl Davis / Charlie White                  | Estados Unidos | 15            | –             | –             | –             | –             | 15            | 30            |
| 2             | Tessa Virtue / Scott Moir                    | Canadá         | –             | 15            | –             | 15            | –             | –             | 30            |
| 3             | Nathalie Pechalat / Fabian Bourzat           | França         | –             | –             | 15            | –             | 15            | –             | 30            |
| 4             | Ekaterina Bobrova / Dmitri Soloviev          | Rússia         | 13            | –             | 13            | –             | –             | –             | 26            |
| 5             | Elena Ilinykh / Nikita Katsalapov            | Rússia         | –             | –             | –             | 13            | –             | 13            | 26            |
| 6             | Anna Cappellini / Luca Lanotte               | Itália         | –             | 13            | –             | –             | 13            | –             | 26            |
| 7             | Kaitlyn Weaver / Andrew Poje                 | Canadá         | 11            | –             | 11            | –             | –             | –             | 22            |
| 8             | Ekaterina Riazanova / Ilia Tkachenko         | Rússia         | –             | 11            | –             | –             | 11            | –             | 22            |
| 9             | Maia Shibutani / Alex Shibutani              | Estados Unidos | –             | –             | –             | 9             | –             | 11            | 20            |
| 10            | Victoria Sinitsina / Ruslan Zhiganshin       | Rússia         | –             | –             | 5             | 11            | –             | –             | 16            |
| 11            | Madison Hubbell / Zachary Donohue            | Estados Unidos | –             | 7             | –             | –             | 9             | –             | 16            |
| 12            | Piper Gilles / Paul Poirier                  | Canadá         | –             | 9             | –             | –             | 5             | –             | 14            |
| 13            | Nelli Zhiganshina / Alexander Gazsi          | Alemanha       | 7             | –             | –             | 7             | –             | –             | 14            |
| 14            | Julia Zlobina / Alexei Sitnikov              | Azerbaijão     | –             | 5             | –             | –             | 7             | –             | 12            |
| 15            | Nicole Orford / Thomas Williams              | Canadá         | –             | –             | –             | 0             | –             | 9             | 9             |
| 16            | Madison Chock / Evan Bates                   | Estados Unidos | –             | –             | 9             | –             | –             | –             | 9             |
| 17            | Lynn Kriengkrairut / Logan Giulietti-Schmitt | Estados Unidos | 9             | –             | –             | –             | –             | –             | 9             |
| 18            | Charlene Guignard / Marco Fabbri             | Itália         | –             | –             | 7             | –             | –             | –             | 7             |
| 19            | Cathy Reed / Chris Reed                      | Japão          | –             | –             | –             | –             | –             | 7             | 7             |
| 20            | Penny Coomes / Nicholas Buckland             | Reino Unido    | –             | –             | –             | 0             | –             | 5             | 5             |
| 21            | Ksenia Monko / Kirill Khaliavin              | Rússia         | –             | –             | –             | 5             | –             | –             | 5             |
| 22            | Lorenza Alessandrini / Simone Vaturi         | Itália         | 5             | –             | –             | –             | –             | –             | 5             |
| 23            | Pernelle Carron / Lloyd Jones                | França         | –             | 0             | –             | –             | 0             | –             | 0             |
| 24            | Huang Xintong / Zheng Xun                    | China          | –             | –             | 0             | –             | –             | 0             | 0             |
| 25            | Ekaterina Pushkash / Jonathan Guerreiro      | Rússia         | –             | –             | –             | –             | 0             | –             | 0             |
| 26            | Anastasia Cannuscio / Colin Mcmanus          | Estados Unidos | 0             | –             | –             | –             | –             | –             | 0             |
| 27            | Yu Xiaoyang / Wang Chen                      | China          | –             | –             | 0             | –             | –             | 0             | 0             |
| 28            | Kharis Ralph / Asher Hill                    | Canadá         | –             | 0             | –             | –             | –             | –             | 0             |

## Quadro de medalhas
| Ordem | País             | Medalha de ouro | Medalha de prata | Medalha de bronze |    | Ordem por total |
| ----- | ---------------- | --------------- | ---------------- | ----------------- | -- | --------------- |
| 1     | Japão            | 8               | 7                | 4                 | 19 | 2               |
| 2     | Rússia           | 5               | 9                | 7                 | 21 | 1               |
| 3     | Estados Unidos   | 5               | 4                | 7                 | 16 | 3               |
| 4     | Canadá           | 4               | 5                | 3                 | 12 | 4               |
| 5     | França           | 2               |                  | 2                 | 4  | 5               |
| 6     | China            | 1               | 1                | 1                 | 3  | 7               |
| 7     | Finlândia        | 1               |                  | 1                 | 2  | 8               |
| 8     | Alemanha         | 1               |                  |                   | 1  | 9               |
| 8     | Espanha          | 1               |                  |                   | 1  | 9               |
| 10    | Itália           |                 | 2                | 2                 | 4  | 5               |
| 11    | República Tcheca |                 |                  | 1                 | 1  | 9               |
| TOTAL | TOTAL            | 28              | 28               | 28                | 84 | —               |